# Gymnasium (Assen)
Het gymnasium is een voormalige school in de Nederlandse stad Assen.

## Historie
Landdrost Petrus Hofstede vroeg koning Lodewijk Napoleon, die in 1809 Assen bezocht, om een Franse school te stichten. De school kwam er niet, Lodewijk verliet al het jaar erop het land. In 1818 werd opnieuw bekeken of men tot de stichting van een school kon komen. Hendrik Jan Nassau was de eerste rector van de Franse jongensschool die in 1820 werd opgericht. In 1825 betrok men een nieuw schoolgebouw aan de huidige Dr. Nassaulaan. Het was ontworpen door de Groninger architect J. Fokkelman. Het werd een combinatie van een Franse en een Latijnse school. De rector woonde intern. In 1852 werd de school een gymnasium.
In 1893 werd de eerste vrouwelijke leerling toegelaten; Tettje Jolles, dochter van burgemeester M.A.D. Jolles. Eind jaren zestig van de 20e eeuw, ging het gymnasium op in het Dr. Nassau college.
Vanaf begin jaren zeventig was het pand in gebruik bij justitie en in 1998 werd het een regiokantoor van Staatsbosbeheer. Het is nog steeds als kantoorgebouw in gebruik. Het pand is een erkend rijksmonument.